# Ehrentempel

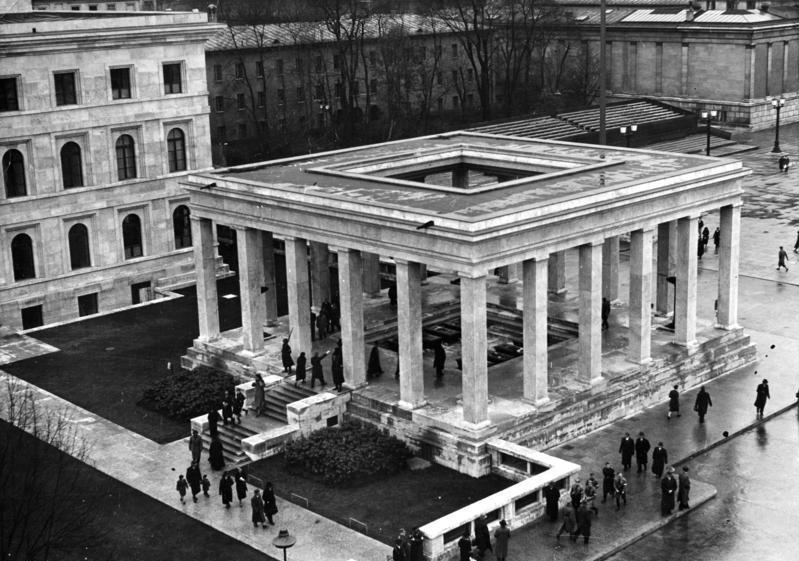
Einer der beiden Ehrentempel. Die Zugangstreppe zeigt in Richtung Karolinenplatz, 1936

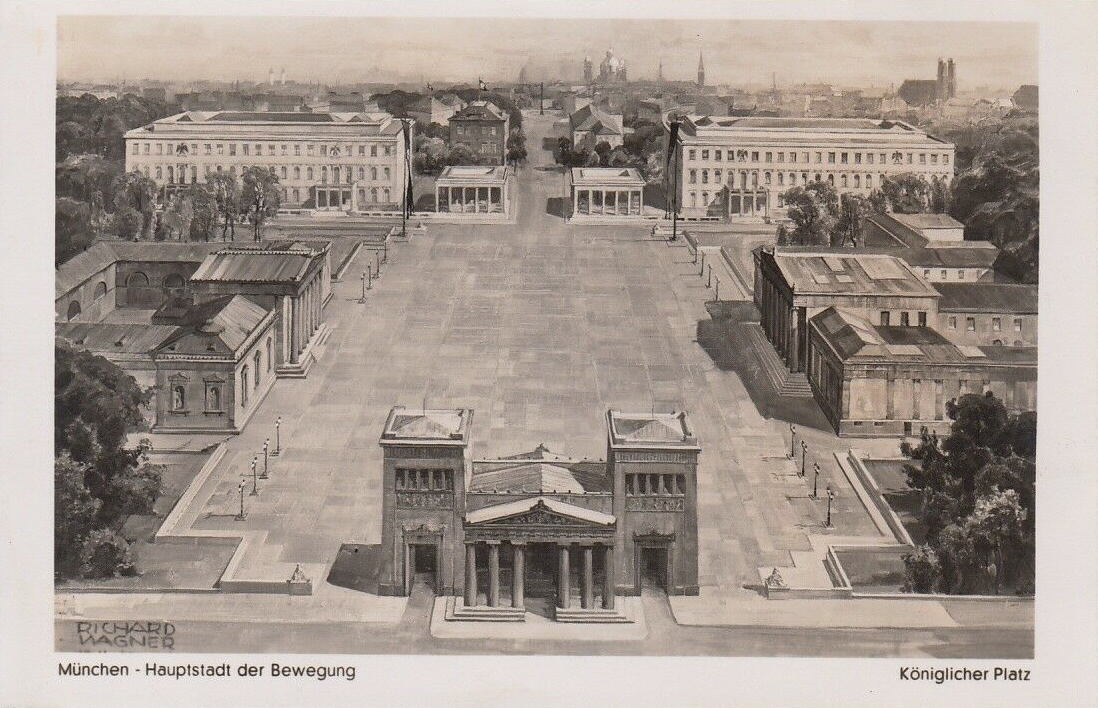
Während der NS-Zeit: Königlicher Platz mit Führerbau (oben links), Ehrentempeln (oben Mitte) und Verwaltungsbau (oben rechts)

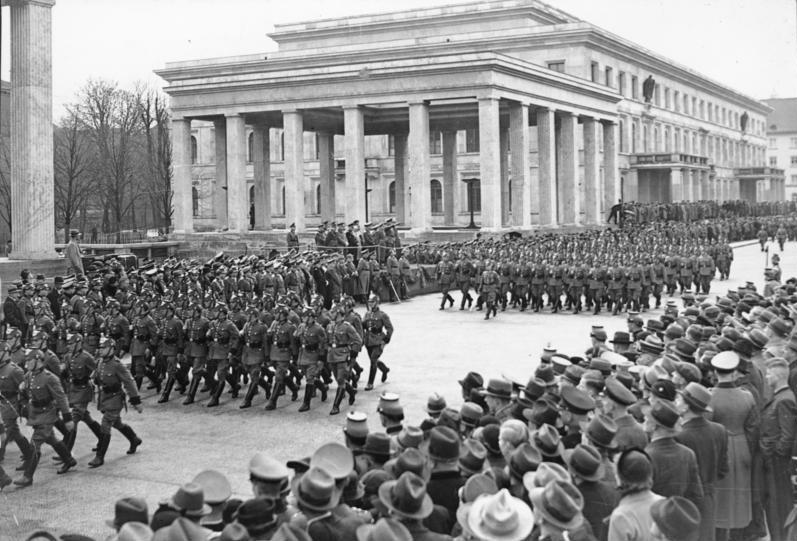
München, Königsplatz, Polizeiparade vor Kurt Daluege vor den beiden Ehrentempeln, 1938

Als Ehrentempel bezeichneten die Nationalsozialisten zwei Bauwerke am östlichen Rand des Königsplatzes in München, die sie 1935 errichtet hatten und die die Sarkophage der sechzehn Parteimitglieder beherbergten, die 1923 beim gescheiterten Hitlerputsch getötet worden waren. Die Gebäude wurden im NS-Sprachgebrauch auch „die ewige Wache“ genannt. 1947 wurden die Tempel im Rahmen der Entnazifizierung von der US-Armee bis auf ihre Sockel zerstört.

## Politischer Hintergrund
Mit den beiden am 9. November 1935 eingeweihten Bauwerken sollte eine Erinnerungsstätte für die Geschehnisse rund um den als „Hitlerputsch“ bezeichneten Versuch der Machtübernahme durch die NSDAP vom 8. und 9. November 1923 geschaffen werden. Die dabei getöteten Teilnehmer (die „Blutzeugen“) sollten auf diese Weise in den Status von Märtyrern erhoben werden.

## Die ursprüngliche Bebauung
An der Stelle der beiden Ehrentempel befanden sich vorher zwei Wohnhäuser, die Karl von Fischer, der planende Architekte des Königsplatz-Bauensembles, passend zum Gesamteindruck errichtet hatte.
Es gab aber bereits einige Zeit vor der nationalsozialistischen Machtergreifung Pläne verschiedener Architekten, ein Gegengewicht am östlichen Ende des Königsplatzes zu den Propyläen auf der Westseite zu schaffen:
- 1883 plante der Architekt Max von Heckel (1851–1889) die fischerschen Wohnhäuser durch zwei tempelartige Gebäude zu ersetzen.

- 1924 folgte ein weiterer Entwurf zur Umgestaltung des Königsplatzes durch O. O. Kurz. Er legte einen Plan für einen „Vaterländischen Heldenplatz“ für die gefallenen Münchner des Ersten Weltkriegs vor. Seine Pläne sahen einen Königsplatz mit umgebenden Ehrenhallen und einen an der Ostseite angeordneten Torbau vor – optisch vergleichbar mit dem Brandenburger Tor in Berlin.[1]

- 1933, nach der Machtergreifung durch die Nationalsozialisten, wurde sehr schnell mit einer Umgestaltung des Königsplatzes (ab diesem Zeitpunkt: Königlicher Platz) zum ideologischen und verwaltungstechnischen Zentrum der NSDAP begonnen. Mit dieser Aufgabe wurde der Architekt Paul Ludwig Troost betraut, der in Anlehnung an die Pläne Max von Heckels die beiden Wohnhäuser abriss und durch zwei „Ehrentempel“ ersetzte.

## Das erste Denkmal

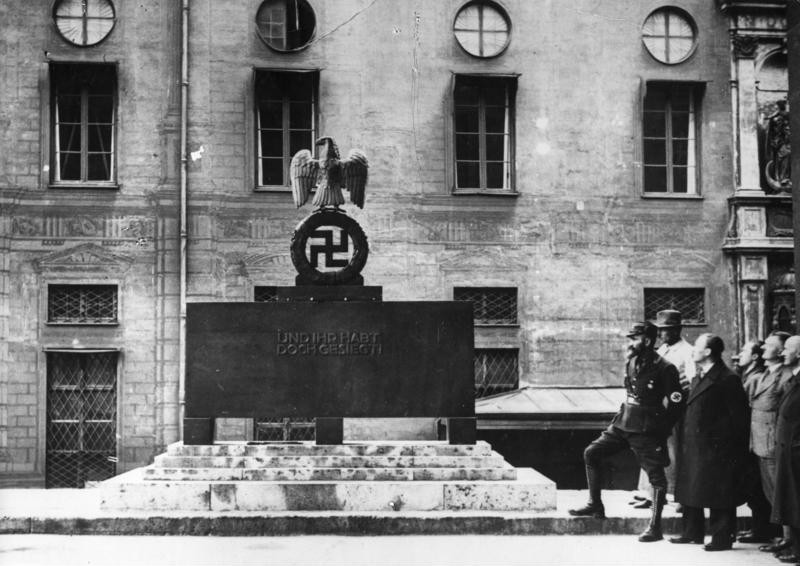
Die erste Version des Denkmals neben der Feldherrnhalle

Am 8. November 1933 hielt Hitler im Bürgerbräukeller (wo der Putsch begonnen hatte) eine Rede vor der alten Parteigarde und enthüllte am nächsten Tag an der Ostseite der Feldherrnhalle ein kleines Denkmal mit einer Gedenktafel darunter. Zwei Polizisten oder SS-Leute standen zu beiden Seiten des Denkmalsockels Wache, und Passanten mussten den Hitlergruß zeigen. Das Denkmal konnte umgangen und der Gruß vermieden werden, indem man eine kleine Seitenstraße in der Nähe (heute Viscardigasse, bis 1931 Graf-Preysing-Gasse) wählte, die „hinter vorgehaltener Hand“ als Drückebergergasse bezeichnet wurde.

## Die Einweihung der Ehrentempel (das zweite Denkmal)
Am 8. November 1935 wurden die 1923 getöteten Putschisten exhumiert und zur Feldherrnhalle gebracht, wo sie unter sechzehn großen Tafeln mit ihren Namen aufgebahrt wurden. Am nächsten Tag wurden sie auf mit Fahnen geschmückten Karren zu den neuen sogenannten Ehrentempeln am Königsplatz gefahren. Der pompöse Zug führte vor vielen Zuschauern durch mit 400 Säulen mit „ewigen Flammen“ dekorierte Straßen. In jedem der Tempel wurden acht der „Märtyrer der Bewegung“ bestattet. Sie lagen in schweren schwarzen Sarkophagen mit ihrem Namen, so dass sie Regen und Sonne durch das offene Dach ausgesetzt waren. Als Gauleiter Adolf Wagner 1944 an einem Schlaganfall starb, wurde er nur wenige Meter vom Nordtempel entfernt auf dem angrenzenden Grashügel zwischen den beiden Tempeln beigesetzt.

## Die Inszenierung der „Ehrentempel“
Die Ehrentempel bestanden aus Kalkstein, mit Ausnahme des Daches, einer Konstruktion aus Stahl und Beton mit geätzten Glasmosaiken. Die Sockel der Tempel – die heute einzig erhaltenen Teile – sind 21 Meter lang. Die Säulen der Bauwerke waren jeweils 7,0 m hoch. Das Gewicht eines der gusseisernen Sarkophage betrug über 1300 kg.
In den Tempeln mussten die Besucher still sein, durften keine Kopfbedeckungen tragen und Kinder waren davon abzuhalten, über die Tempelmitte zu laufen. Vorbeigehende Passanten mussten an den Gebäuden den rechten Arm zum Hitlergruß heben. Für Fahrzeuge war der Bereich um die Ehrentempel gesperrt. Die kultische Inszenierung rund um diese von den Nationalsozialisten zu ‚Märtyrern der Bewegung‘ stilisierten Männer wurde zusätzlich durch uniformierte Ehrenwachen und brennende Feuerschalen unterstrichen.
In seinem privaten Testament vom 2. Mai 1938 hatte Adolf Hitler verfügt, in der Feldherrnhalle aufgebahrt und „im rechten Tempel der ewigen Wache (Also der Tempel neben dem Führerbau)“ beigesetzt zu werden. Sein Sarg habe dem der übrigen zu gleichen.

## Belegung
In den beiden Ehrentempeln befanden sich die Sarkophage von (alphabetisch):
- Felix Alfarth
- Andreas Bauriedl
- Theodor Casella
- Wilhelm Ehrlich
- Martin Faust
- Anton Hechenberger
- Oskar Körner
- Karl Kuhn war ein unbeteiligter Oberkellner, der nicht am Putsch teilgenommen hatte, sondern aus Neugier aus seinem Café gekommen war. Er wurde von einer Kugel tödlich getroffen.[5]
- Karl Laforce
- Kurt Neubauer
- Klaus von Pape
- Theodor von der Pfordten
- Johann Rickmers
- Max Erwin von Scheubner-Richter
- Lorenz Ritter von Stransky-Griffenfeld
- Adolf Wagner (Überlebender des Putsches, starb 1944 an Schlaganfall, wurde in einem Grashügel zwischen den Tempeln begraben)
- Wilhelm Wolf

## Weitere Geschichte

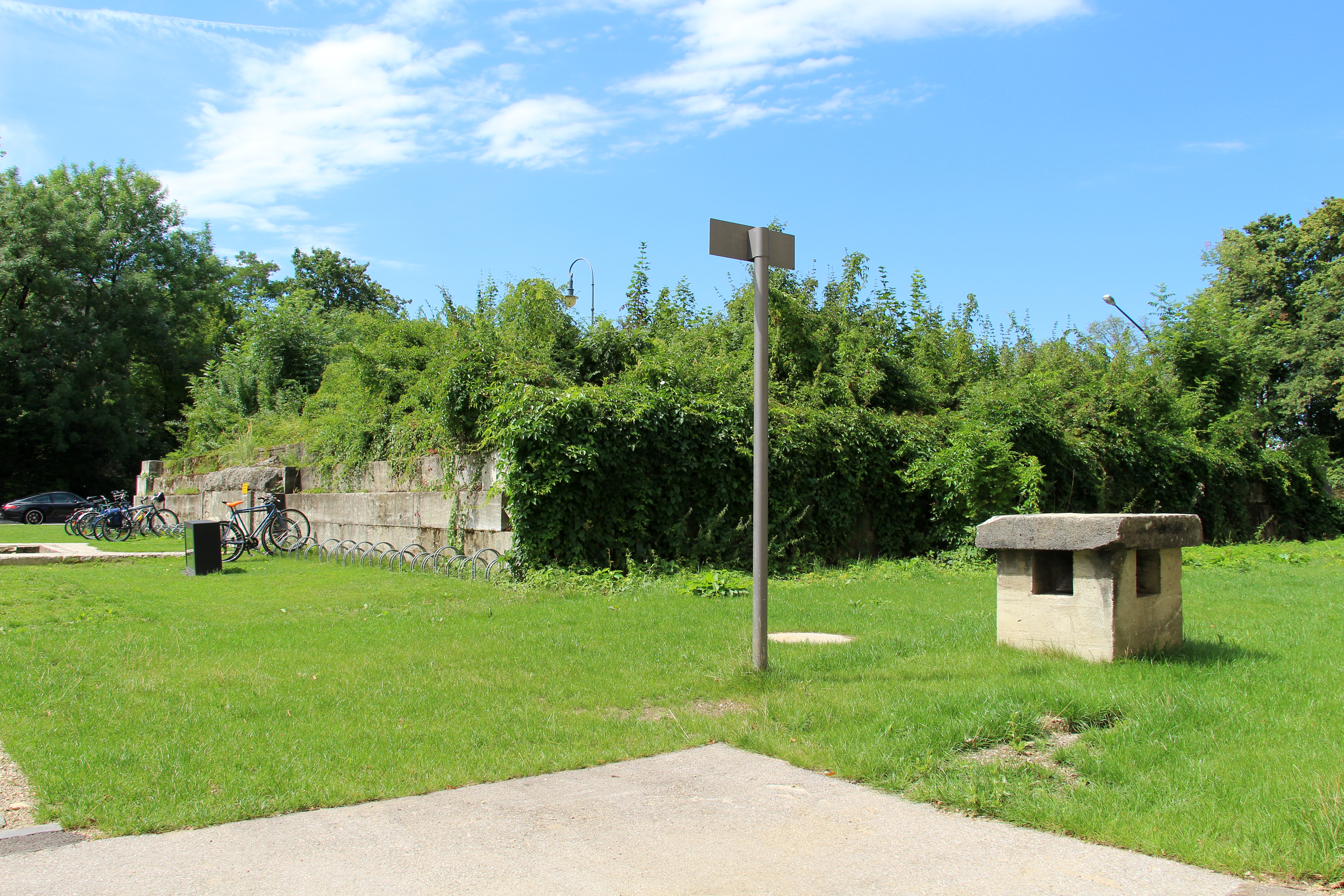
Die heutigen Reste der Ehrentempel

### Unmittelbar nach Kriegsende
Die Ehrentempel überstanden den Zweiten Weltkrieg unversehrt. Am 30. April 1945 marschierte die US-Armee in München ein und beendete die nationalsozialistische Herrschaft. Nach der Besetzung nutzten die amerikanischen Truppen die Parteibauten für ihre Zwecke, und die amerikanische Militärregierung entfernte sämtliche NS-Hoheitszeichen an den Gebäuden auf dem Platz. Am 5. Juli 1945 holte die amerikanische Besatzungsarmee die Leichen aus den Ehrentempeln und nahm Kontakt zu deren Familien auf. Ihnen wurde angeboten, ihre Angehörigen in anonymen Gräbern, Familiengrabstätten oder in Münchener Friedhöfen bestatten zu lassen. Die Sarkophage wurden eingeschmolzen. Mit der Sprengung der Pfeiler der beiden Ehrentempel im Januar 1947 wurde die Kontrollratsdirektive Nr. 30 des Alliierten Kontrollrats umgesetzt. Die beiden verbliebenen Sockel wurden später begrünt.

### Pläne und Projekte
Später wurden zahlreiche Vorschläge zur Neu-Nutzung des Areals der beseitigten Ehrentempel gemacht. Verschiedene Überlegungen sahen Neubauten (teils auf den Fundamenten der Tempel) für Cafés, Kirchen, Ausstellungsräume oder einen Biergarten vor. Am nördlichen Ehrentempel sind heute noch Reste von abgebrochenen Bauarbeiten für einen Ausstellungsraum zu sehen.
Im Jahr 1990 machten in einem städtebaulichen Ideenwettbewerb das Ägyptische Museum, die Musikhochschule und die Archäologische Staatssammlung Vorschläge für Neu- bzw. Erweiterungsbauten. In der Folge gab es Diskussionen, wie mit diesem „geschichtlich verseuchten Areal“ umgegangen werden sollte. Diese Debatten blieben aber ergebnislos, da man in den der Ritzen der Sockelfundamente ein Biotop mit seltenen Pflanzen entdeckt hatte, das daraufhin unter Naturschutz gestellt wurde.
Vom 23. März bis zum 18. April 2022 gab es unter dem Titel „Schutt und Ehre“ eine Installation auf den Resten der Ehrentempel am Max-Mannheimer-Platz.